# Четкидзееби
Четкидзееби (груз. ჩეტკიძეები) — село в Кедском муниципалитете Грузии.

## География
Село находится на правом берегу реки Аджарисцкали, на расстоянии в 19 километрах от посёлка городского типа Кеда, административного центра муниципалитета. Абсолютная высота — 560 метров над уровнем моря.

## Население
По данным переписи населения 2014 года, в селе проживает 187 человек.
| Год  | Население | Мужчины | Женщины |
| ---- | --------- | ------- | ------- |
| 2002 | 248       | 125     | 123     |
| 2014 | ↘187      | 100     | 87      |